# Tiers
Tiers ([tiˑɐ̯s]; italienisch Tires) ist eine italienische Gemeinde mit 1025 Einwohnern (Stand 31. Dezember 2023) in Südtirol. Sie befindet sich im Tierser Tal in der Nähe von Bozen.

## Geographie

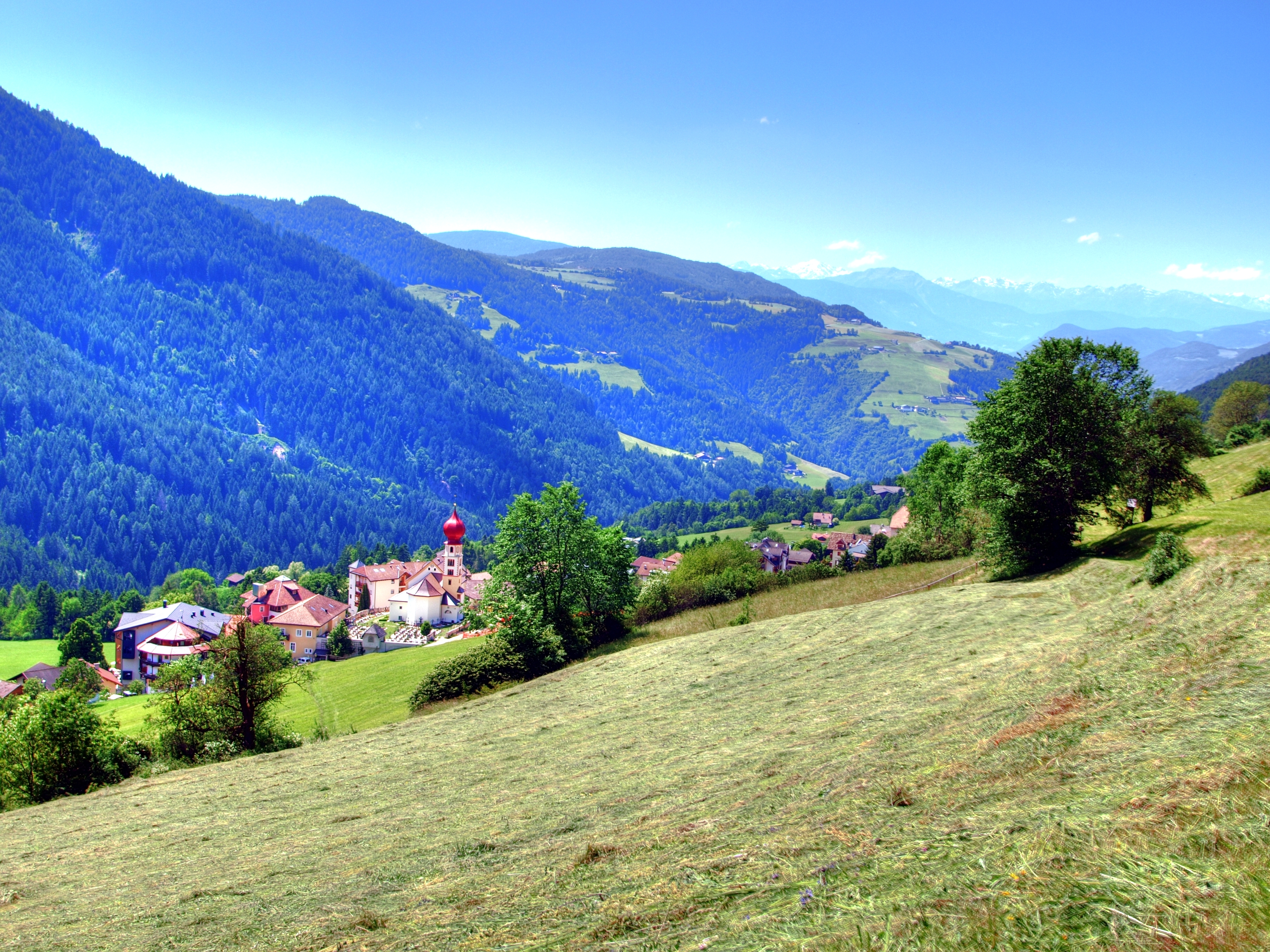
Tiers, Blickrichtung talauswärts

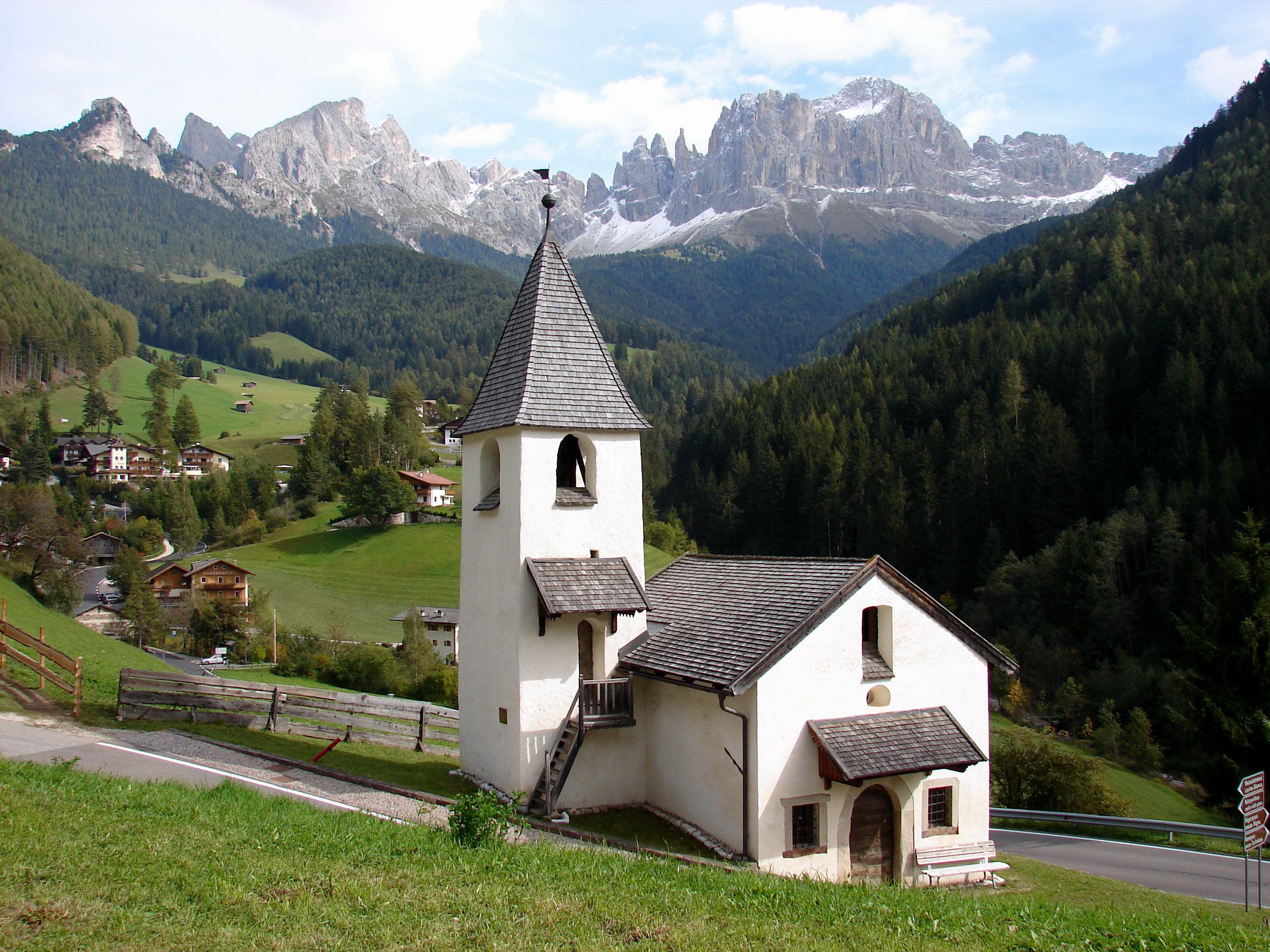
Blick von St. Zyprian zum Talschluss mit dem Rosengarten

Die Gemeinde nimmt den oberen Abschnitt des vom Tierser Bach entwässerten Tierser Tals und umliegende Berggebiete der Dolomiten ein. Die größte Siedlung der Gemeinde ist der Hauptort Tiers, der sich in südexponierter Hanglage auf rund 1000 m Höhe befindet. Taleinwärts liegen die Fraktion St. Zyprian (1100 m) und darüber die kleine Siedlung Weisslahnbad (1200 m). Talauswärts gehören auch ein paar Höfe von Breien zum Tierser Gemeindegebiet.
Die Gemeinde umfasst weitläufige Berggebiete, die zu großen Teilen im Naturpark Schlern-Rosengarten unter Schutz gestellt sind. Nordseitig wird Tiers von der Schlerngruppe eingerahmt, vom Tschafatschzug über die Roterdspitze (2655 m) bis zum Großen Rosszahn (2653 m). Im Osten der Gemeinde ragt der die Talansicht beherrschende Hauptkamm des Rosengartens auf. Hier erheben sich unter anderem der Kesselkogel (3004 m), die Rosengartenspitze (2981 m) und die Vajolet-Türme (2821 m). Südseitig wird Tiers von einem großteils bewaldeten Kamm begrenzt, in dem der Nigerpass (1690 m) einen Übergang ins obere Eggental vermittelt.
Die Nachbargemeinden im unteren Tierser Tal sind Karneid und Völs am Schlern. Nordseitig in der Schlerngruppe grenzt Tiers ebenfalls an Völs sowie im äußersten Nordosten an Kastelruth, südseitig an die Eggentaler Gemeinde Welschnofen. Im Gebirgszug des Rosengartens im Osten bildet die Gemeindegrenze gleichzeitig die Provinzgrenze zum Trentino.

## Geschichte
Erste Besiedelungsspuren stammen aus der Bronzezeit und finden sich auf dem Tennenbühel sowie den Traunbachwiesen. Ersturkundlich ist die Örtlichkeit als „Tieres“ in den Jahren von 993/94 bis 1005 bezeugt, als in einer Traditionsnotiz des Hochstifts Freising der bayerische Graf Otto aus dem Geschlecht der Rapotonen dem Bischof Gottschalk von Freising dortigen Besitz übertrug. Der Name kann zu lateinisch terra ‚Flur, Tonerde‘ gestellt werden.

## Politik
Bürgermeister seit 1952:
- Johann Pattis 1952–1960
- Karl Pattis 1960–1964
- Josef Damian 1964–1974
- Karl Villgrattner 1974–1990
- Paul Psenner 1990–2000
- Martin Schönauer 2000–2005
- Karl Villgrattner 2005–2015
- Gernot Psenner 2015–2025
- Armin Villgrattner: seit 2025

## Bevölkerung
Tiers ist gemäß den erhobenen Sprachgruppenzugehörigkeitserklärungen bzw. Sprachgruppenzuordnungserklärungen eine weitgehend deutschsprachige Gemeinde. Als Berechnungsgrundlage der folgenden Prozentwerte wurden die gültigen Erklärungen von Personen mit italienischer Staatsbürgerschaft herangezogen.
| Sprache     | 1981    | 1991    | 2001    | 2011    | 2024    |
| ----------- | ------- | ------- | ------- | ------- | ------- |
| Deutsch     | 97,67 % | 98,89 % | 97,40 % | 98,15 % | 97,14 % |
| Italienisch | 2,09 %  | 1,11 %  | 2,35 %  | 1,20 %  | 2,54 %  |
| Ladinisch   | 0,25 %  | 0,00 %  | 0,25 %  | 0,65 %  | 0,32 %  |

## Bildung
In Tiers gibt es Bildungseinrichtungen für die deutsche Sprachgruppe. Diese umfassen einen Kindergarten und eine Grundschule.

## Sehenswertes
Neben den in den Listen enthaltenen Bau- und Naturdenkmälern gibt es weitere Sehenswürdigkeiten. 
Die Überreste der etwa um 1160  entstandenen Burg Velseck oder Völsegg bzw. Velsegg stammen aus dem Hochmittelalter. Sie wurde im 16. Jahrhundert mit dem Ansitz Velseck überbaut. Im 20. Jahrhundert kamen durch Hangrutschungen Mauerreste zum Vorschein.
Der Thalerbühel (⊙) ist ein Brandopferplatz aus der mittleren Eisenzeit (ca. 6. bis 5. Jahrhundert v. Chr.). Eine natürliche Erhebung wurde künstlich abgeflacht und annähernd in die Form eines überdimensionalen, natürlichen Altars gebracht. An ihm vorbei führt der „Besinnungsweg“, der in 13 Stationen den Leidensweg Jesu Christi durch Metalltafeln, eingesetzt in Holzpfosten, darstellt.
Am 28. März 2025 wurden am Tierser Dorfplatz Stolpersteine zur Erinnerung an zwei NS-Opfer verlegt.

## Verkehr
Die Hauptzufahrt nach Tiers führt seit Ende der 1980er-Jahre von dem Ort Blumau im Eisacktal über Völser Aicha in erhöhter Hanglage ins Tierser Tal. Diese entlastete die immer noch bestehende, ebenfalls in Blumau ihren Anfang nehmende Straße durch die enge Mündungsschlucht des Tales, die seit jeher steinschlaggefährdet ist. Zudem verbindet die Straße über den Nigerpass Tiers mit dem oberen Eggental bzw. Karerpass.

## Söhne und Töchter der Gemeinde
- Walter Außendorfer (1939–2019), Rennrodler
- Sandra Robatscher (* 1995), Rennrodlerin
- Daniel Pattis (* 1998), U-20 Vizeeuropameister und Vizeweltmeister im Berglauf